# کوسوگه، یاماناشی
کوسوگه، یاماناشی (به لاتین: Kosuge, Yamanashi) یک منطقهٔ مسکونی در ژاپن است که در Kitatsuru District واقع شده‌است. کوسوگه ۵۲٫۷۸ کیلومترمربع مساحت و ۷۲۰ نفر جمعیت دارد.